# Cornelia Krause-Girth
Cornelia Krause-Girth (* 19. November 1951 in Hamburg) ist eine deutsche Psychologin, Ärztin, Psychoanalytikerin und Gruppenanalytikerin.

## Leben und Wirken
Krause-Girths Lehranalytiker war Stavros Mentzos. Sie war seit 2003 Inhaberin des Lehrstuhls für Klinische Psychologie im Fachbereich Sozialpädagogik und psychotherapeutische Praxis an der Hochschule Darmstadt sowie Dozentin der Wiesbadener Akademie für Psychotherapie. Von 2001 bis 2003 war sie Präsidentin der European Association for Psychotherapy.
Krause-Girth betreibt eine eigene Praxis und unterrichtete auch an der Wiener Sigmund Freud PrivatUniversität. Zu den Schwerpunkten ihrer Lehr- und Forschungstätigkeit zählen Gruppenanalyse, Selbsthilfegruppen, Menschenrechte und geschlechtsspezifische Aspekte der Psychotherapie.

## Publikationen
- Schein-Lösungen. Die Verschreibungspraxis von Psychopharmaka. Psychiatrie-Verlag, Bonn 1989, ISBN 3-88414-099-X
- Frankfurter Beiträge zur psychosozialen Medizin. Gemeinsam mit Jochen Jordan, VAS, Frankfurt/Main 1989, ISBN 3-88864-012-1
- Lebensqualität und Beziehungen. Geschlechtersensible Betreuung psychisch Kranker. Hg. mit Christa Oppenheimer, Bonn 2004, ISBN 3-88414-357-3
- Die Gruppe, das Paar und die Liebe. Zum Wirken von Michael Lukas Moeller. (Hg.) Psychosozial-Verlag, Gießen 2007, ISBN 3-89806-586-3